# جاری رسنن
جاری رسنن (انگلیسی: Jari Räsänen; ۲۸ ژانویهٔ ۱۹۶۶ – ) اسکی‌باز صحرانوردی اهل فنلاند بود.